# Aglaope

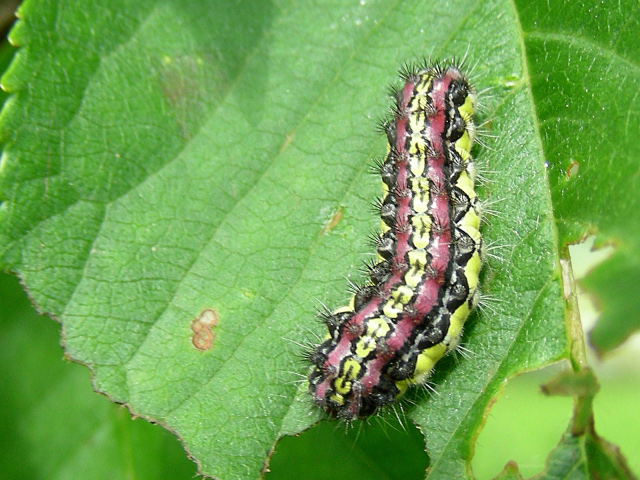
Larva d’A. infausta

Aglaope és un gènere de lepidòpters zigenoïdeus de la família dels zigènids (Zygaenidae).

## Taxonomia
- Aglaope americana
- Aglaope aurantiaca
- Aglaope coracina
- Aglaope infausta - erugueta de l'ametller que s'alimenta de fulles joves d'ametller i d'altres rosàcies
- Aglaope labasi
- Aglaope latemarginata
- Aglaope lutea
- Aglaope meridionalis
- Aglaope sanguifasciata
- Aglaope striata